# Тур Чехии
Тур Чехии (англ. Czech Cycling Tour) — шоссейная многодневная велогонка, с 2010 года ежегодно проводящаяся в Чешской Республике. Входит в календарь UCI Europe Tour под категорией 2.1.

Маршрут гонки преимущественно проходит по Оломоуцкому краю.

## Призёры
| Год  | Победитель        | Второй                     | Третий            |
| ---- | ----------------- | -------------------------- | ----------------- |
| 2010 | Леопольд Кёниг    | Томаш Бухачек              | Милан Кадлец      |
| 2011 | Станислав Козубек | Дариуш Барановски          | Йиржи Гудечек     |
| 2012 | Франтишек Падоур  | Павел Кочетков             | Свен Ван Лёйк     |
| 2013 | Леопольд Кёниг    | Кристиан Хаугор            | Свен Ван Лёйк     |
| 2014 | Мартин Мортенсен  | Николас Бальдо             | Марош Ковач       |
| 2015 | Петр Вакоч        | Ян Барта                   | Зденек Штыбар     |
| 2016 | Диего Улисси      | Себастьян Лангевелд        | Давиде Ребеллин   |
| 2017 | Йосеф Черны       | Ян Барта                   | Ян Тратник        |
| 2018 | Риккардо Цойдль   | Андреас Шиллингер          | Алексей Сарамотин |
| 2019 | Дэрил Импи        | Лукас Хэмилтон             | Михаэль Кукрле    |
| 2020 | Дамьен Хоусон     | Джек Бауэр                 | Маркус Хоэльгор   |
| 2021 | Филиппо Зана      | Тобиас Халланд Йоханнессен | Рейн Таарамяэ     |
| 2022 | Лоренцо Рота      | Антон Чармиг               | Кевин Коллеони    |
| 2023 | Флориан Липовиц   | Бен Цвихофф                | Якуб Отруба       |
| 2024 | Марк Хирши        | Диего Улисси               | Серхио Игита      |